# ویدوواتس
ویدوواتس (به صربی: Vidovac) یک منطقهٔ مسکونی در صربستان است که در کنگاژواتس واقع شده‌است. ویدوواتس ۴۵ نفر جمعیت دارد.